# Episodi di Free Rein (seconda stagione)
La seconda stagione della serie televisiva Free Rein è stata interamente pubblicata su Netflix il 6 luglio 2018.
| nº | Titolo originale   | Titolo italiano    | Pubblicazione originale | Pubblicazione Italia |
| -- | ------------------ | ------------------ | ----------------------- | -------------------- |
| 1  | Rivals             | Rivali             | 6 luglio 2018           | 6 luglio 2018        |
| 2  | Golden Boy         | Ragazzo d'oro      | 6 luglio 2018           | 6 luglio 2018        |
| 3  | Maid of the Island | Signora dell'isola | 6 luglio 2018           | 6 luglio 2018        |
| 4  | Truth or Dare      | Obbligo o verità   | 6 luglio 2018           | 6 luglio 2018        |
| 5  | Sweet 16           | L'età perfetta     | 6 luglio 2018           | 6 luglio 2018        |
| 6  | Runaway            | In fuga            | 6 luglio 2018           | 6 luglio 2018        |
| 7  | Bob'               | Bob                | 6 luglio 2018           | 6 luglio 2018        |
| 8  | Gaby               | Gaby               | 6 luglio 2018           | 6 luglio 2018        |
| 9  | Road Trip          | In gita            | 6 luglio 2018           | 6 luglio 2018        |
| 10 | Nationals          | Le Nazionali       | 6 luglio 2018           | 6 luglio 2018        |